# Khasso

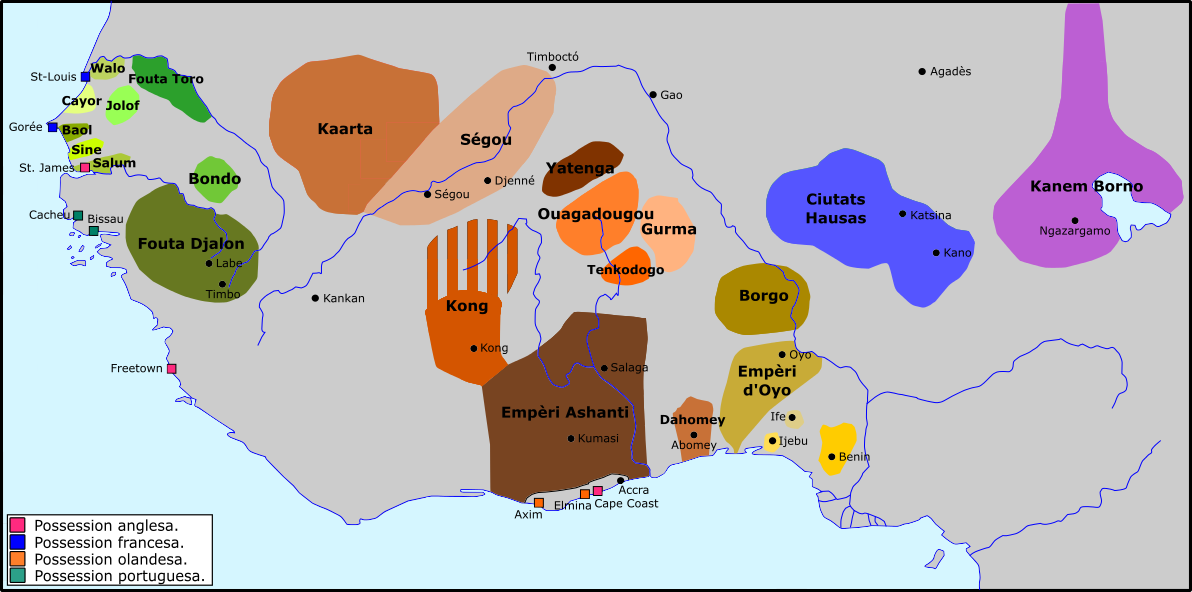
Västafrika under 1700-talet.

Kungariket Khasso, var en historisk stat som låg i nuvarande Mali mellan 1681 och 1880, med huvudstad i Fatola, och sedan Médine.
Det spelade en roll i den transatlantiska slavhandeln och försåg europiska slavhandlare med slavar.  
Det uppgick 1880 i Franska Västafrika.